# Mukkajärvi, Övertorneå kommun
Mukkajärvi är en by i nordvästra delen av Övertorneå kommun, vid sjöarna Mukkajärvi och Paskajärvi norr om Jänkisjärvi. 
Byn ligger 148 m ö.h.
Mukka betyder krök eller sväng, järvi betyder sjö. 
Byn grundades under första hälften av 1700-talet av soldaten Lars Larsson Lorf, som var från Alkullen.

Mukkavaara är en bydel som ligger söder om sjön Mukkajärvi, mellan sjön och berget Mukkavaara. (vaara = berg)

## Fotnoter
1. ↑  ”Sök adress/postnummer”. Postnummerservice Norden AB. http://www.postnummerservice.se/adressoekning/?street=Mukkaj%C3%A4rvi&postalcode=&locality=&county_code=&submit=&external=0. Läst 7 februari 2016.
2. ↑  ”Jänkisjärvi historia”. Arkiverad från originalet den 20 augusti 2014. https://web.archive.org/web/20140820075155/http://www.jankisjarvi.se/historia.htm. Läst 29 juli 2019.